# هالی رندال

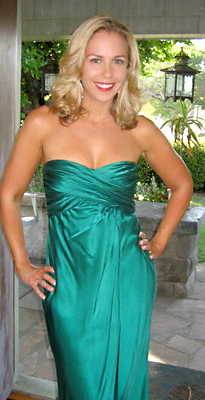
هالی رندال در روز عروسی اش در سال ٢٠٠٧

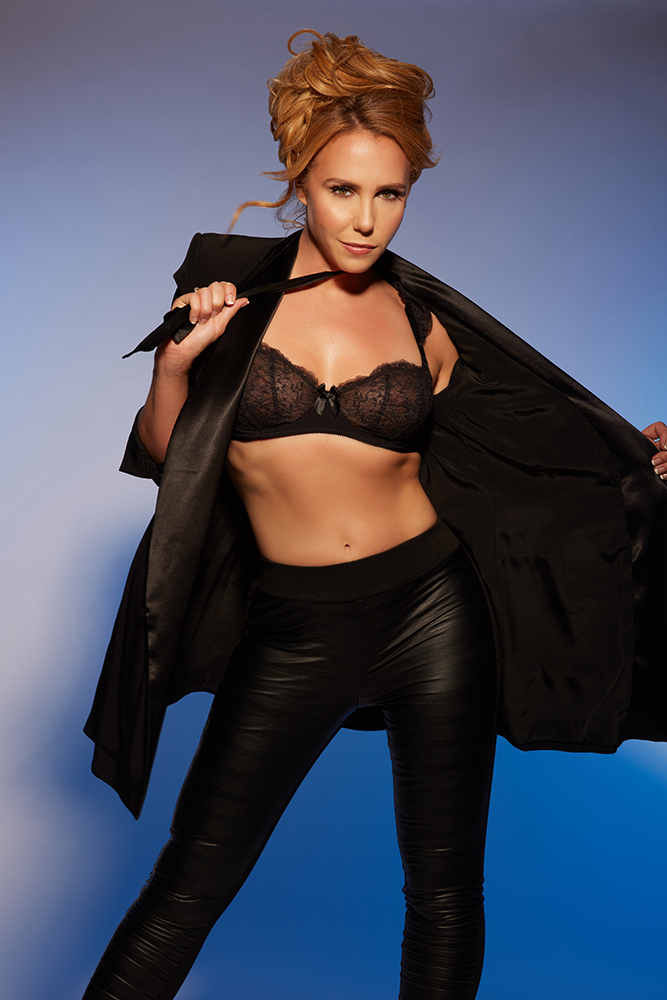
هالی رندال در سال ٢٠١٦

هالی رندال (انگلیسی: Holly Randall؛ زادهٔ ۵ سپتامبر ۱۹۷۸) یک عکاس اهل ایالات متحده آمریکا است. او در سال ٢٠١٣، توسط مجله AVN به عنوان یکی از موثر ترین زنان در صنعت رسانه بزرگسالان معرفی شد.
او دختر بازیگر پورن، سوز رندال و نویسنده، هامفری نایپ است. 

## بیوگرافی
نام او برگرفته از نام بیمارستان پرسبیترین هالیوود است که او در آنجا به دنیا آمد.

## حرفه

### عکاسی
رندال ٢٠ ساله بود و در دانشگاه عکاسی بروکس در سانتا باربارا، کالیفرنیا تحصیل میکرد، که مادرش از او خواست که او در تهیه عکس های وبستایت Suze.net به مادرش کمک کند. در سال ٢٠٠٥ عکس های او روی جلد مجلات بزرگ بزرگسالان آمریکایی چاپ شد.

### دیجیتال
در سال ٢٠٠٤ رندال به تولید و کارگردانی فیلم ها در Suze.net پرداخت، در سال ٢٠٠٨ او شرکت تولیدی خود را با نام هالی رندال پروداکشنز، تاسیس، و وبسایت www.hollyrandall.com را راه اندازی کرد. در می ٢٠١٣، وبسایت او به شبکه مت آرت پیوست. رندال در وبسایت های توییستیز و پلی‌بوی به کار تولید پرداخته و در مجله هایی مانند هاسلر، کلاب، های سوسایتی، پنت هاوس (نسخه استرالیایی) مشارکت موثری داشته.

### فیلم ها
رندال و مادرش سوز در فیلم زندگی های مخفی زنان: سکسِ فروشی برای شبکه‌ی وی تیوی صاحب نام شدند، و همچنین در سریال های ''خودی'' و همچنین ''سکسسنچرا'' برای پلی‌بوی به ایفای نقش پرداختند.

### کتاب ها
رندال صاحب چهار کتاب مصور با نام های دختران شهوتی رویایی، کینکی نایلونز، زیبایی های فوق العاده ی کینکی و لباس زیر های کینکی است.